# Галахов, Яков Яковлевич
Иа́ков Иа́ковлевич (Я́ков Я́ковлевич) Гала́хов (13 [25] марта 1865, село Городище, Калязинский уезд, Тверская губерния — 2 июля 1938, Актюбинск, Казахская АССР) — российский духовный писатель, протоиерей, профессор богословия Императорского Томского университета, после 1927 года видный деятель «непоминающих». Репрессирован.

## Биография
Родился 13 (25) марта 1865 года в Тверской губернии, в селе Городище Калязинского уезда в семье священника. В 1885 окончил Тверскую духовную семинарию по 2-му разряду, поступил в Казанскую духовную академию, но зачисление было отложено на год. В 1885—1886 годах служил псаломщиком в одном из храмов Твери. По окончании академии в 1890 году получил степень кандидат богословия с правом преподавания в духовной семинарии. В том же году архиепископом Тверским и Кашинским Саввой (Тихомировым) рукоположен во священника Никольской церкви города Бежецка Тверской губернии.
С 1895 года помощник смотрителя Кашинского духовного училища.
В 1896 году за сочинение «Послание Святого апостола Павла к Галатам» утверждён в степени магистра богословия.
С 1897 года смотритель Новоторжского духовного училища.
С 14 сентября 1905 года протоиерей, ректор Черниговской духовной семинарии. С 1906 года почетный член Черниговского епархиального древнехранилища.
С 14 августа 1908 года настоятель храма Казанской иконы Божией Матери, профессор по кафедре богословия и член Учёного совета в Сибирском Императорском Томском университете. С 6 апреля 1911 года по совместительству профессор богословия Томского Императорского технологического института и с 1913 года преподаватель богословия на Сибирских высших женских курсах, лектор в воскресных школах.
В 1909—1913 годах гласный Томской городской думы, член совета Братства святого Димитрия, научного Общества этнографии и истории при Томском университете, епархиальных училищного совета и историко-археологического комитета, Томского комитета Православного миссионерского общества, правления Попечительства о бедных воспитанниках Томской духовной семинарии, один из основателей и заведующий Томского археологического музея.
В 1914—1920 годах читал обязательный к изучению для студентов юридического и медицинского факультетов курс богословия. В 1914 году выступил с предложением открыть при Томском университете первый в России теологический факультет.

И. И. Галаховъ, профессоръ ТГУ, протоиерей. 1917 год

Подружился с известным русским учёным Н. Ф. Кащенко.
В 1917 году делегат Всероссийского съезда духовенства и мирян и член Собора Русской Православной Церкви как клирик от Томской епархии, участвовал в 1-й сессии, член II, VI, VIII, XV отделов.
В 1918 году приват-доцент историко-филологического факультета Томского университета. В ноябре 1918 года участник Сибирского соборного церковного совещания, член Высшего Временного Церковного Управления, в 1919 году член Томского епархиального собрания, затем выехал в Омск.
Арестован Омской губернской ЧК 9 апреля 1920 года по обвинению в контр-революционной деятельности; 5 июля освобождён, но не оправдан, с этого времени в его документах появилась отметка о том, что принимал «участие в белом движении». С июня 1920 года по май 1921 года был настоятелем Троицкого кафедрального собора в Томске. Активно протестовал против «экспроприаций» большевиками церковный ценностей, чем вызывал сильное раздражение властей. С мая по ноябрь 1922 года И. И. Галахов, в составе группы из 33 томских священнослужителей и мирян во главе с архиепископом Виктором (Богоявленским), находился под арестом в томской тюрьме. В августе Томским губернским Ревтрибуналом приговорён к расстрелу с полной конфискацией личного имущества, однако затем, по ноябрьскому решению Сибтрибунала, расстрел был заменён на пятилетнее заключение в тюрьму. С ноября 1922 по ноябрь 1924 года содержался в каторжной тюрьме «Александровский централ» (Александровский исправительный дом заключений, Александровский домзак ОГПУ) в Иркутской губернии. Вышел из тюрьмы досрочно, по амнистии в соответствии с постановлением Президиума ВЦИК РСФСР. В декабре 1924 года церковный совет Троицкого собора Томска предложил ему настоятельское место в храме, но Галахов отказался и остался в Иркутске настоятелем Благовещенского храма. В 1925 году награждён митрой.
Вновь арестован 12 апреля 1927 года за организацию «нелегального Комитета взаимопомощи сосланному духовенству». Особым совещанием при Иркутской Коллегии ОГПУ 1 июля 1927 года по статье 58-13 УК РСФСР в рамках группового «дела епископа Ираклия (Попова) и духовенства города Иркутска» приговорён к 3 годам ссылки. По этапу отправлен в город Туруханск, посёлок Станок Потаповский (Красноярский край, в то время — Сибирский край). После освобождения в 1930 году был лишён избирательных прав и права жить в шести крупнейших городах СССР. Поселился в Казани у своего сына Николая, бывшего смотрителем Арского кладбища и настоятелем кладбищенского храма. Священнослужители, собиравшиеся в храмах города и церкви при Арском кладбище выступали за чистоту Русской православной религии; против раскола, связанного с тем, что часть иерархов Церкви пошла на сотрудничество.
В 1930 году в Казани были арестованы первые 16 человек как «участники Казанского „филиала“ Всесоюзного Центра церковно-монархической организации „ИПЦ“», в том числе епископ Нектарий, епископ Иоасаф, пять священников и четыре профессора духовной академии. Галахову было предъявлено «Обвинительное заключение», в котором говорилось: "Находясь в ссылке в Туруханске, осуществлял связь репрессированного и сосланного в Сибирь митрополита Кирилла с Казанской «контрреволюционной организацией церковников», обеспечивая получение директив и контрреволюционных воззваний от митрополита Кирилла для Казанской организации«; по прибытии в Казань в 1930 году Галахов якобы являлся прямым участником Казанской контрреволюционной организации церковников, вдохновляя её в практической антисоветской деятельности, в том числе в агитации в пользу выступления Папы Пия за крестовый поход против советской власти в СССР». Особым совещанием коллегии ОГПУ ТАССР 5 января 1932 года был приговорён к 3 годам ссылки в Казахскую АССР☃☃. Ссылку отбывал в Актюбинской области Казакской АССР, ослеп.
Скончался от инфаркта миокарда в городской больнице Актюбинска. Сын (полный тёзка) скончался в Актюбинской тюрьме 31 августа 1938 года.

## Семья
Обвенчан с дочерью священника Марией Семеновной, дети: Мария, Иаков, Николай, Алексей, Александра, Павел, Феодосий.

## Награды
- Набедренник, скуфья, камилавка, наперсный крест.
- Орден Святой Анны III (1911) и II (1914) степени.
- медаль в память царствования Императора Александра III
- медаль «В память 300-летия царствования дома Романовых»
- наградной Напёрстный Крест

## Сочинения
- Ответы на рецензию // Церковный вестник. 1895.
- Послание святого апостола Павла к Галатам (Казань, 1887, магистерская диссертация, первый в истории России опыт историко-критической экзегезы по греческому тексту)
- Христианский пост; Христианство и война // Вера и Церковь. 1900. № 3-4.
- Горе пастырей; О милосердии к ближним; Церковь на рубеже XX века; Рождество Христово; Размышления по поводу наступающего Великого Поста; Учение Библии о происхождении мира и человека // Пастырский собеседник. 1900—1901.
- Пятидесятилетний юбилей // Тверские епархиальные ведомости. 1901. № 7/8.
- Социалистические утопии XIX века и христианские начала человеческой жизни (Харьков, 1902)
- Женский вопрос, его причины и оценка с христианской точки зрения // Христіанское чтеніе (журнал). — С.Пб., 1903, — № 6, С.923—935; — № 7, С.94—107; № 8, С.217— 234.
- Пастырь добрый // Тверские епархиальные ведомости. 1903. № 7/8.
- Слабые стороны дарвинизма // Вера и разум. 1903. № 18, 20, 21.
- О надзирателях духовных училищ // Церковный вестник. 1903. № 30.
- Страждущая Церковь; Один из многих // Церковный вестник. 1904. № 12-13, 16.
- Поворот к старому в учении о сущности жизненного процесса (Харьков, 1904)
- Судьба теории саморазвития (Харьков, 1905)
- Библейский допотопный человек и дилювиальный человек науки (Харьков, 1905)
- Неполная радость; Памяти о. А. В. Рождественского; Вопросы, требующие соборного решения // Церковный вестник. 1905. № 18, 31, 38.
- Поучение на день преставления прп. Ефрема, Новоторжского чудотворца // Тверские епархиальные ведомости. 1905. № 7/8.
- Тихое пристанище // Вера и разум. 1905. № 22.
- Почему духовенство утратило свое влияние на общество // Вера и разум. 1906. № 3/4.
- [270 статей, проповедей и поучений] // Воскресный благовест. 1905—1908, 1912—1917.
- Благоверная княгиня Анна Кашинская // Церковный вестник. 1908. № 30.
- Нищенство; Речь, сказанная в торжественном заседании братства св. Димитрия Ростовского // Томские ЕВ. 1909. № 10, 22.
- Не нужно распрей; Встреча небесного Царя; Сей есть Сын Мой возлюбленный, о Нем же благоволих; Социализм и христианство; Значение времени; Ироды беззакония наших дней; О чём нам молиться в настоящие дни; Праздник весны; Средство победить общественную смуту; Человека не имам…; Женский вопрос; О жизни и делах свят. Николая; Женский вопрос; О жизни и делах свят. Николая // Духовная беседа. 1909. № 1; 1910; 1911. № 2-3, 8; 1913. № 12.
- Семинарские общежития // Церковный вестник. 1910. № 18.
- Печальная страница в истории русского религиозного самосознания (по поводу «Вех») (Томск, 1910)
- Николай Иванович Пирогов и его религиозно-философские взгляды (Томск, 1911)
- Религиозное мировоззрение Л. Н. Толстого (Томск, 1911)[6]
- Поучение в день Нового года; Николай Иванович Пирогов и его религиозно-философские взгляды; Религиозное мировоззрение Л. Н. Толстого // Томские ЕВ. 1911. № 1-5.
- Высокопреосвященный Николай, архиепископ Японский // Томские ЕВ. 1912. № 6-8.
- Бог в природе // Вера и разум. 1912. № 10-13; 1916. № 6/7, 11.
- Социализм и христианство // Вера и жизнь. 1912. № 17-24; 1913. № 2, 3.
- Корреспонденция из Томска // Церковный вестник. 1912. № 9.
- К работам предстоящего Всероссийского законоучительного съезда // Церковный вестник. 1913. № 19.
- Кафедра экспромта и дикции // Церковный вестник. 1913. № 33.
- Духовные нужды Сибири // Церковный вестник. 1913. № 46.
- Рассуждения Берсье о взаимных отношениях между верой и нравственностью. Х., 1913.
- Значение физики и математики в вопросах религиозно-философского порядка. Х., 1913.
- К вопросу о социальном положении женщины по учению христианства. Х., 1914. О религии, Богословско-философские исследования. I часть (Томск, 1911, затем 1914)[7]
- О религии, II часть (Томск, 1915)[Комм 11]
- Отношение христианства к политике и общественным учреждениям // Вера и разум. 1914. № 15; 1915. № 18, 22.
- Христианские недоумения по поводу войны // Вера и разум. 1914. № 20.
- Накануне реформы; Время и вечность // Церковный вестник. 1914. № 1, 3.
- Вред алкоголя // Трезвая жизнь. 1914. № 9.
- Свобода от нравственного закона; Семинарское хамство // Отдых христианина. 1914. № 7/8; 1916. № 7/8.
- Об устроении приходской жизни; Простому народу-земледельцу; Наши потери // Духовная беседа. 1914. № 1, 8, 11.
- Богословский юридизм: Страница истории университетского богословия // «Вера и Разум». — 1916. — № 4. — С. 420—426.
- Тобольское церковное торжество // Вера и разум. 1916. № 8/9.
- Проблема зла. — Томск, 1915.
- К сестрам милосердия; О Церковном Соборе; Земельный вопрос // Духовная беседа. 1917. № 1, 6, 8.
- Взаимные отношения между Церковью и государством в христианском государстве // Воскресный благовест. 1917. № 36-37.
- Соборная работа // Томские ЕВ. 1917. № 20-22.
- Бог в человеке. — Харьков, 1918.
- В чём наше спасение // Тобольские ЕВ. 1918. № 13/15.
- Духовная академия или богословский факультет // Сибирская жизнь. 1919. 30 января.
- Позиция епископа Андрея [Ухтомского] // Сибирская речь. 1919. 31 мая.
- Свобода совести; Под впечатлением церковной работы в Омске.
- Женщина в Церкви // Тобольские ЕВ. 1919. № 8/9, 18-20.
- Судьба «Сибирского благовестника» // Русская речь. 1919. 26 сентября.
- Епископ армии и флота // Русская армия. 1919. 23 октября.
- Молитва преображает; Ходатаица за род христианский; Пример жизни св. богоотец Иоакима и Анны; Крестный путь // Хлеб небесный. 1928. № 8-9.
- Чудотворная сила // Хлеб небесный. 1932. № 5.
- Религиоведение. М., 2008.

## Комментарии
1. ↑  Магистерская диссертация И. И. Галахова представляет собой впервые сделанный на русском языке историко-экзегетический разбор греческого текста Послания к Галатам. На основании трудов западных комментаторов-богословов Зифферта (1832) и А. В. Майера, Галахов опровергал мнения учёных-рационалистов (Р. Штека, Ф. К. Баура и др.) о неподлинности всего Послания или его отдельных частей. В заключении этой диссертации Галахов исправляет ошибки Синодального перевода Послания. В этой работе Иаков Галахов продолжил традиции православной библеистики, характерные для школы профессора Казанской духовной академии М. И. Богословского, который считал Галахова одним из лучших своих учеников.
2. ↑  Решением прокуратуры Омской области от 2 марта 1993 года он был полностью реабилитирован.
3. ↑  Главная губернская газета томских большевиков «Красное знамя Архивная копия от 2 июня 2012 на Wayback Machine» писала: «…5 апреля 1922 г. в Троицком соборе комиссия приступила к изъятию части народного достояния, переданного во временное пользование верующим… Комиссия сразу натолкнулась на срыв работы… Настоятель собора профессор богословия протоиерей Яков Яковлевич Галахов рассказывал позже: …Декрет стал нам известен только 4 апреля…». 13-го апреля 1922 года эта же газета сообщала: «…В Кафедральном соборе профессор Я. Я. Галахов, настоятель церкви и член приходского совета Беликов заявили, что они отдадут ценности только подчиняясь вооружённой силе и насилию…». 9 мая 1922 года газета сообщает: «…Профессор Галахов, настоятель собора, держится настороже, он объясняет, что изъятие церковных ценностей производилось в III веке по Р. Х., при епископе Иакове принудительным путём, второй раз — в VII веке с согласия епископа Ираклия и третий раз в начале XVII века, когда ценности были сданы добровольно Троице-Сергиевой Лаврой (на уплату жалованья казакам)… Пассивность Томского духовенства он объясняет неполучением директив от своей церковной власти…». 27 мая 1922 года газета сообщает: «…Профессор Галахов, настоятель кафедрального собора, церковный староста Наумов, врач Беликов и др. обнаружили попытку не подчиниться комиссии по изъятию церковных ценностей, вступили в излишнии бесцельные контрреволюционные пререкания об отсрочке сдачи некоторых ценных предметов религиозного культа… Кроме того, в этом же соборе с июля 1921 г. находились на хранении церковные ценности домовой церкви Университета. Заключение — арестовать всех…». В этом же номере другая статья — «К процессу против профессора Галахова и других»: «…Томгубюст раскрыло явную попытку контрреволюционных действий Томского духовенства оказать противодействие изъятию церковных ценностей и тем самым вызвать проявление открытого враждебного отношения к Советской власти. Верный оплот династии Романовых, преданнейшие служители Деникина, Юденича…, создавшие для поддержания Колчака дружины Креста и полумесяца… Ревтирбунал, как орган диктатуры пролетариата, должен беспощадно всех покарать…»
4. ↑  Групповое «Дело Томских церковников 1922 года» по обвинению в активном противодействии изъятию церковных ценностей (статьи 62, 63, 69, 119 УК РСФСР), оно же «Дело епископа Виктора». Рассмотрено 4-го ноября 1922 года выездной сессией судебной коллегии Сибирского отдела Верховного Ревтрибунала РСФСР. Из обвинительного заключения: «…Исполняя исходящее от Патриарха Тихона послание, в качестве директив центра контрреволюционной организации духовенства, т. н. Православной Церкви, — они, по предварительному между собой соглашению, с контрреволюционной целью срыва помощи голодающим Поволжья, умышленно злостно оказывали противодействие органам власти при изъятии церковных ценностей в апреле, мае 1922 г. по городу Томску и Томской губернии, скрывая разными способами ценности храмов. И агитацией, и непосредственным участием возбуждали население к массовым волнениям и невыдаче ценностей в явный ущерб диктатуре рабочего класса и пролетарской революции… В ризницах собора с июля месяца 1921 г. хранится утварь бывшей домовой церкви университета… Скрыто от губисполкома, что престол в Соборе серебряный…». Первоначально дело было рассмотрено Томским ревтрибуналом, который вынес крайне суровые, расстрельные приговоры: из 33 человек обвиняемых по делу 9 человек, в том числе протоиерей Иаков Галахов, были приговорены к расстрелу. По кассации Сибирский Верховный РевТрибунал 4 ноября 1922 года пересмотрел дело. Протоиерею Иакову Галахову высшую меру наказания заменили на 5 лет тюремного заключения и принудительных (каторжных) работ со строгой изоляцией и конфискацией имущества. К расстрелу на этот раз были приговорены 3 человека: епископ Виктор (Богоявленский), протоиерей Константин Лебедев и священник Борис Стацевич, но и эти приговоры не были приведены сразу в исполнение, а затем обвиняемые получили смягчение, в том числе в отношении несколько человек было вынесена отмена наказания. (ГАТО, фонд Р-236, опись 2, дело 96). По этому делу Галахов был полностью реабилитирован решением прокуратуры России в 2001 году.
5. ↑  В Иркутске до 12 апреля 1927 года Галахов жил на ул. Желябова, 31-2.
6. ↑  Вместе с другими арестованными церковниками обвинялся в том, что они …после ликвидации в 1925 году нелегального комитета, в начале 1926 года вновь организовали нелегальный комитет взаимопомощи безработному и сосланному духовенству, преследовавший антисоветские цели и представлявший собой «Антисоветский жёлтый крест», который оказывал помощь разному антисоветскому элементу, содержащемуся в тюрьмах и находящемуся в ссылке за контрреволюционные деяния, как то: …Архиепископу Гурию Степанову, отбывающему ссылку в ЯАССР, иркутскому ссыльному духовенству и многим другим. Создали антисоветского характера группировку, которая устраивала нелегальные собрания духовенства и мирян. (Обвиняются) В распускании разных провокационных слухов о скором падении Советской власти в связи с осложнениями на Дальнем Востоке и приходе «освободителей» Семёнова… и др. белогвардейских авантюристов…. На время следствия с 12 апреля до приговора 1-го июля 1927 года Галахов содержался в Иркутском ИЗО спецназначения (изолятор ОГПУ временного содержания арестованных) в одиночной камере. Реабилитирован 30 июля 1992 года заключением прокуратуры Иркутской области как полностью не виновный. Источник информации: Книга памяти Иркутской области (жертв политических репрессий).
7. ↑  Решением Особого совещания при Коллегии ОГПУ СССР от 14.10.1929 срок репрессии Галахову Я. Я. был сокращён на одну четверть по амнистии. По отбытии срока наказания лишён права проживания в Москве и Ленинграде (и в их областях), в Харькове, Киеве, Одессе и их округах, СКК, Дагестане, Иркутском округе, — с прикреплением на 3 года к определённому месту жительства.
8. ↑  Выбор места жительства связывают со знакомством в туруханской ссылке с казанским священнослужителем, казанским митрополитом Кириллом, который освободился из советской тюрьмы по амнистии в 1927 году. (см. «Новомученики и исповедники Российские пред лицом богоборческой власти» Архивная копия от 8 мая 2018 на Wayback Machine)
9. ↑  Из показаний отца Иакова Голахова по делу 1930 года: …В г. Казани… я бывал только в трёх церквах… Лично сам нигде не служил, да и считал себя не вправе это делать — впредь до получения благословения от (архи)епископа Афанасия, которое я получил за день до моего ареста…(то есть 29 августа).
10. ↑  В числе арестованных священников — Иаков Галахов с сыном. В 1930—1932 годы подобные массовые процессы по так называемым «филиалам ИПЦ» были инспирированы также в Москве, Серпухове, Ленинграде, Воронеже, Твери, Самаре, на Украине.
11. ↑  В настоящее время переиздана под названием «Религиоведение». Первая часть этого богословско-философского исследования напечатана по второму, исправленному и дополненному изданию (Томск, 1914), а вторая — по единственному изданию (Томск, 1915). Это исследование — одно из ценных университетских богословских курсов по современному религиоведению